# Oscar Neumann
Oscar Neumann (født 20. december 1847 på Christianshavn, død 8. juni 1926) var en dansk cand.jur., byfoged, borgmester og birkedommer.
Oscar Neumann var søn af artillerikaptajn J. Laurits N. Neumann (død 1882) og hustru Hulda Collstrop (død 1898), og han ægtede 2. november 1875 Lili Andersen (født 16. maj 1852 på Fuglsang på Lolland).
Oscar Neumann blev student fra Borgerdydskolen på Christianshavn (København) i 1865, og han blev cand.jur. fra Københavns Universitet i 1871.
Året efter blev han byfogedfuldmægtig i Vordingborg. Dernæst blev han i 1874 herredsfuldmægtig i Nørre Sundby. Efter nogle år dér blev han i 1889 herredsfoged og birkedommer i Løgstør.
1894-1908 var Oscar Neumann kongevalgt byfoged og borgmester i Hillerød. Han var fra 1908 til pensioneringen i 1919 birkedommer i Frederiksborg Birk. Han har blandt andet været formand for Hillerød-Frederiksværk Jernbaneselskab og for De Danske privatbaners Forening. Som pensionist flyttede han til Odense; men var ved folketællingen i 1921 stadig bosat i Hillerød (Slotsgade 2).
Udmærkelser: Kommandør af Dannebrog af 2. grad og Dannebrogsmand samt en thailandsk orden.